# Asperarca
Asperarca is een geslacht van tweekleppigen uit de familie van de Arcidae (arkschelpen).

## Soorten
- Asperarca ectocomata (Dall, 1886)
- Asperarca magdalenae La Perna, 1998
- Asperarca nodulosa (O. F. Müller, 1776)
- Asperarca sagrinata (Dall, 1886)
- Asperarca secreta La Perna, 1998
- Asperarca tarcylae Francisco, Barros & Lima, 2012